# Orobanche gussoneana
Orobanche gussoneana — вид квіткових рослин родини вовчкових (Orobanchaceae).

## Біоморфологічна характеристика
Це голопаразит.

## Поширення
Євразія від Франції до Кавказу й Лівану.
В Україні вид росте в Криму.